# 天鶴座λ
天鶴座λ，又名CD-4014639，HD 209688、SAO 213543、HR 8411，是天鶴座的一颗恒星，视星等为4.46，位于銀經2.22，銀緯-53.67，其B1900.0坐标为赤經22h 0m 5.3s，赤緯-40° -53.67′ 33″。